# 양령종
양령종(陽令終, ? ~ 기원전 515년)은 중국 춘추 시대 초나라의 인물이다.

## 생애
언장사, 비무극이 영윤(令尹) 낭와에게 극완(郤宛)을 모함하자 낭와가 극완 일가를 주살하였고, 이때 양령종, 양완, 양타 삼형제도 같이 죽였다.

## 가족
초 목왕의 아들인 왕자 양(揚)의 증손이며, 양개(陽匄)의 아들이다. 동생으로 양완(陽完), 양타(陽佗)가 있다.